# Chanzhanhe Xiang
Chanzhanhe Xiang (kinesiska: 蝉战河, 蝉战河乡) är en socken i Kina. Den ligger i provinsen Yunnan, i den sydvästra delen av landet, omkring 260 kilometer nordväst om provinshuvudstaden Kunming. Antalet invånare är 6 421. Befolkningen består av 3 084 kvinnor och 3 337 män. Barn under 15 år utgör 29,0 %, vuxna 15-64 år 64 %, och äldre över 65 år 5,0 %.
Genomsnittlig årsnederbörd är 1 136 millimeter. Den regnigaste månaden är juli, med i genomsnitt 345 mm nederbörd, och den torraste är mars, med 1 mm nederbörd.